# Monumento al Papa Juan Pablo II (San Cristóbal de La Laguna)
El monumento al Papa Juan Pablo II, es una estatua de bronce que representa al Papa Juan Pablo II, que se encuentra junto a la puerta principal de la Iglesia Matriz de Nuestra Señora de la Concepción en la ciudad de San Cristóbal de La Laguna (Tenerife, Islas Canarias, España).

## Características
La estatua es obra del artista polaco Czesław Dźwigaj, quién ha realizado otras esculturas dedicadas al Pontífice polaco, entre la que destaca la que se encuentra en el Santuario de Fátima en Portugal. El monumento representa al sumo pontífice, Karol Józef Wojtyła, de cuerpo entero con la vestimenta litúrgica bendiciendo a una niña y un niño vestidos con ropas típicas de Canarias. A su vez, estos niños le ofrecen frutas y flores al Pontífice. En la casulla del Papa aparece representada la Virgen de Candelaria (Patrona de las Islas Canarias). El monumento se ubica en los jardines de las escalinatas de acceso a la Iglesia de la Concepción por la Plaza Doctor Olivera.
El monumento tiene un peso aproximado de 1000 kilos y mide alrededor de 2,20 metros. La base que sustenta la estatua lo conforma una piedra volcánica natural de la isla. Dicho soporte mide 1,40 metros y se trata de una pieza entera. Por su parte, la estatua fue realizada en Polonia en 2011, y trasladada a la isla de Tenerife a principios de 2012.   
En la piedra que sirve de base a la estatua, hay una placa de bronce en el que aparece el Escudo de Polonia y el Escudo del obispo diocesano, Bernardo Álvarez Afonso. En esta placa se lee textualmente:

Al Beato Juan Pablo II.

Que desde el cielo bendiga a las Islas Canarias y a sus habitantes.

Este monumento fue donado por la fundación polaca

Juan Kobylansky y USOPAL,

e inaugurado por el Obispo Nivariense,

Bernando Álvarez Afonso.

15 de abril de 2012.

La obra fue donada por la Fundación Juan Kobylansky y la Unión de Sociedades y Organizaciones Polacas de América Latina (USOPAL). Juan Kobylansky es un empresario polaco nacido 1922, que fue cónsul honorífico de Paraguay en Santa Cruz de Tenerife desde 1975 hasta 1989. Kobylansky fue detenido en 1943 por los nazis, y recluido en los campos de concentración de Mauthausen y Gross Rosen. A pesar de esto sobrevivió al Holocausto. En la actualidad, vive entre Tenerife y Uruguay.
Es importante destacar que esta es una de las primeras estatuas del mundo dedicadas a Juan Pablo II en ser bendecida e inaugurada tras su beatificación, ocurrida el 1 de mayo de 2011. Según el propio Juan Kobylansky: "Juan Pablo II sobrevoló muchas veces Canarias, sobre todo en sus viajes a Latinoamérica. Siempre bendecía estas tierras. Para mí es una gran satisfacción que, de alguna manera, a través de este monumento se cree un vínculo más fuerte aún entre la Diócesis Nivariense y la persona del Beato Juan Pablo II".
Por su parte, el obispo de la Diócesis de Tenerife, Monseñor Bernardo Álvarez Afonso, recalcó la "estrecha vinculación entre el Papa Juan Pablo II y las Islas Canarias", pues el Papa Wojtyła beatificó al Padre José de Anchieta, natural de la ciudad de La Laguna y al Hermano Pedro de Betancur, natural de Vilaflor en 1980. Además, más tarde, Juan Pablo II canonizó al Hermano Pedro el 30 de julio de 2002 en Guatemala, convirtiéndose de este modo en el primer santo canario.
El 19 de julio de 2014, fue inaugurada en un lateral de la base pétrea de la estatua, una placa conmemorativa en recuerdo de la canonización del Papa Juan Pablo II por parte del Papa Francisco el 27 de abril de ese año. En esta placa se lee:

San Juan Pablo II

Canonizado por el Papa Francisco en la Plaza de San Pedro de Roma

El 27 de abril de 2014

Recuerdan este acontecimiento:

La Diócesis Nivariense y la Fundación Juan Kobylansky

19 de julio de 2014

## Inauguración

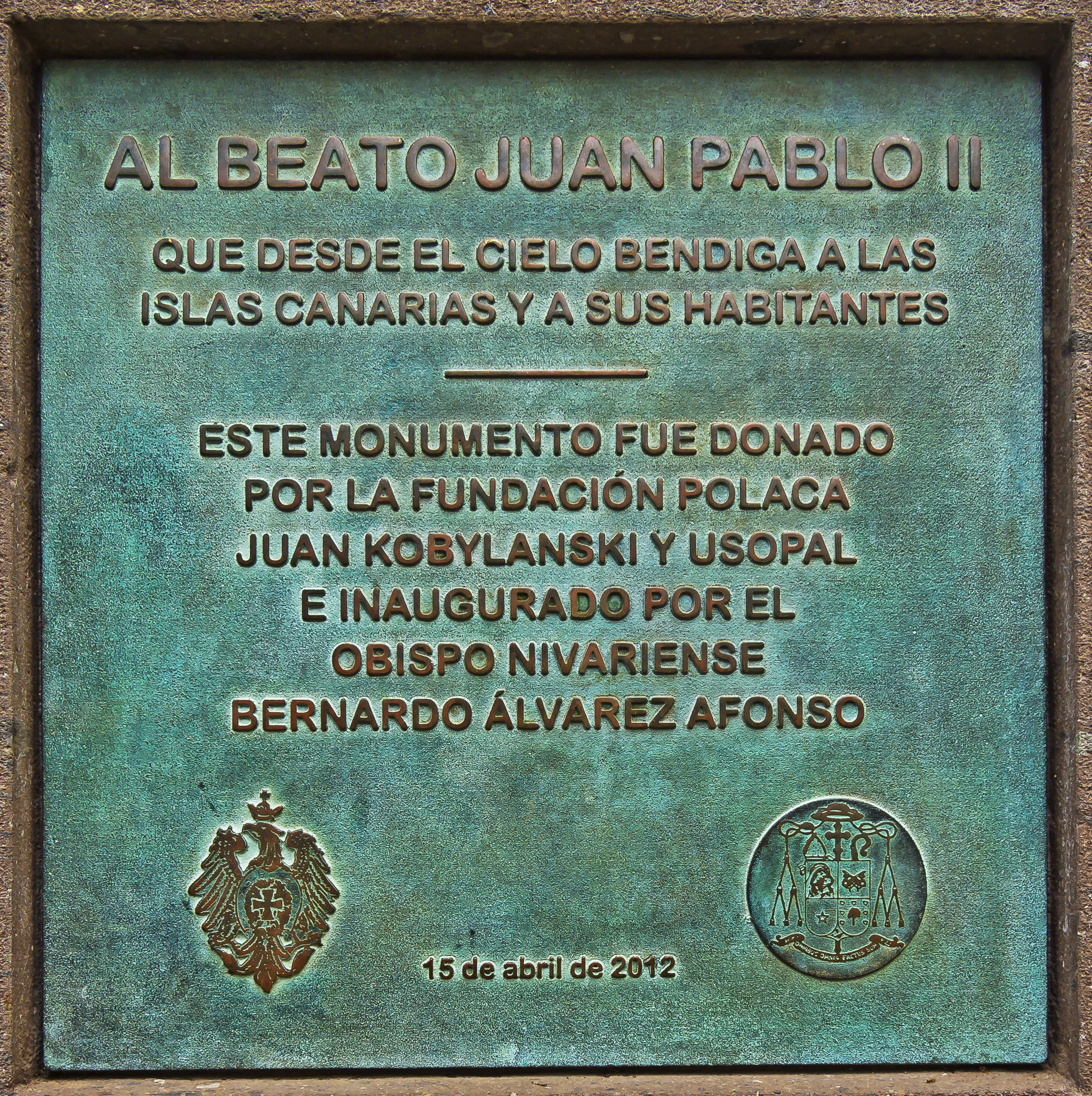
Placa situada en la base de la estatua.

El monumento fue inaugurado el 15 de abril de 2012, coincidiendo con el aniversario del fallecimiento litúrgico de Juan Pablo II y el día de la Divina Misericordia. Durante la inauguración estuvieron presentes cuatro personalidades del Vaticano y 47 personas de Polonia. Además, de diferentes representantes de asociaciones polacas provenientes de diversos países, entre ellos: Polonia, Suecia, Austria, Francia, Noruega, Escocia, Canadá, Estados Unidos, México, Chile, Argentina, Brasil, Uruguay y Paraguay.
También estaban entre los participantes el presidente del Parlamento de Canarias, el presidente del Cabildo de Tenerife, el alcalde de la ciudad de San Cristóbal de La Laguna, el subdelegado del Gobierno en la provincia y el teniente general jefe del Mando de Canarias al frente de la representación militar. La bendición del monumento fue presidida por el obispo de la Diócesis de Tenerife, Bernardo Álvarez Afonso y el cardenal Santos Abril y Castelló, arcipreste de la Basílica de Santa María la Mayor en Roma.